# Brixia kalalavensis
Brixia kalalavensis är en insektsart som beskrevs av Synave 1965. Brixia kalalavensis ingår i släktet Brixia och familjen kilstritar. Inga underarter finns listade i Catalogue of Life.